# Daniel Wenig
Daniel Wenig (12 augustus 1991) is een Duitse voormalig schansspringer. Hij deed onder andere mee aan het Vierschansentoernooi van 2015.

## Seizoen 2015
Wenig sprong in 2015 niet mee in de wereldbeker op het hoogste niveau, maar een niveau lager, namelijk in de Continental Cup. Hij deed echter wel mee aan het Vierschansentoernooi van 2015, dat wel voor de wereldbeker telde. In dit toernooi werd hij in Oberstdorf 22e, in Garmisch-Partenkirchen 31e, in Innsbruck 35e en in Bischofshofen 34e. Dit leverde hem een 33e plaats op in de eindstand van het Vierschansentoernooi.

## Resultaten

### Wereldbeker
Eindklasseringen
| Seizoen   | Algm | SV  | 4S  |
| --------- | ---- | --- | --- |
| 2013/2014 | -    | -   | 54e |
| 2014/2015 | 70e  | 51e | 33e |

### Grand-Prix
Eindklasseringen
| Jaar | Plaats |
| ---- | ------ |
| 2011 | 83e    |
| 2013 | 50e    |
| 2014 | 25e    |
| 2015 | 70e    |